# Лутрє
Лутрє (словен. Lutrje) — поселення в общині Шентюр, Савинський регіон, Словенія. 
Висота над рівнем моря: 328,6 м.